# Ren Xia
Ren Xia (1876 - 1920) fue una artista china de estilo Yuhua que se hizo famosa pintando figuras, paisajes, flores y pájaros.

## Biografía
Ren Xia nació en Shanyin, y era hija del conocido pintor moderno Ren Yi.  Inteligente e ingeniosa desde la infancia, aprendió mucho de su tradición familiar y era buena pintando figuras, paisajes y flores, y pájaros. Su estilo de pintura estuvo muy influenciado por su padre. De acuerdo con Han Song Ge Tan Yi Suo Lu (Registros Artísticos triviales del Pabellón de Pinos de Invierno) de Zhang Minghe, “La Sra Ren Yuhua es hija de Ren Bonian, cuyas pinturas son bien conocidas en China. Influenciada de forma imperceptible por su padre, la Sra Ren pinta también paisajes con maestría. Desde que alguien le pidió que copiara un cuadro de Bonian tras la muerte de este, ella asumió cuidadosamente su técnica.  El encanto vigoroso y elegante es idéntico al gusto de la obra original. Revela su soberbia capacidad para la pintura”.
Cuando su familia empobreció, ella utilizó su habilidad para la copia recreando obras que vendía con el nombre de su padre para poder sobrevivir y mantener a su madre y a su hermano.  Como resultado de ello el mercado de las obras de Bonian es una mezcla de trabajos originales y otros de su hija. Podría ser considerada como la pintora anónima con mayor éxito en la creación de obras para un hombre de la historia del arte.
Una de sus obras,  Wang Xizhi Watching Geese, se expone en el Metropolitan Museum de Nueva York.